# Pimelea holroydii
Pimelea holroydii är en tibastväxtart som beskrevs av Ferdinand von Mueller. Pimelea holroydii ingår i släktet Pimelea och familjen tibastväxter. Inga underarter finns listade i Catalogue of Life.